# 遥かなるカミニト
『遥かなるカミニト』（はるかなるカミニト）は、五木寛之が1975年に執筆した小説。タンゴが題材として取り上げられている。

## 登場人物
- 秋山毅（あきやま たけし ） - 主人公。写真家。九州出身。早稲田大学文学部卒業。
- 早田隆介（はやた りゅうすけ） - 秋山毅の元の仲間。商社員。北海道出身。早稲田大学商学部卒業。
- 森口恵子（もりぐち けいこ） - タンゴ喫茶「ミロンガ」の店員。

## あらすじ
1970年代、写真家の秋山毅は、ロケハンのために、アルゼンチンのブエノスアイレスに行くが、案内役のビジネスマンが、旧知の早田隆介であった。20年ぐらい前の、早稲田大学での思い出話に花が咲く。
1953年ごろの秋山毅は、九州出身の早稲田大学文学部社会学科の学生であり、クラシック音楽やうたごえ運動に共感を覚える学生であった。早稲田大学で商学部学生の早田隆介と知り合い、早田隆介の部屋に住むこととなる。あるとき、早田隆介は、秋山毅を、タンゴ喫茶「ミロンガ」に強くさそう。秋山毅は、店内で、タンゴに対する偏見を大声で吐露し、店員の森口恵子に注意され「もう来ないでください」とまで言われる。帰ろうとする直前、早田隆介のリクエストしたタンゴの『カミニト』のレコード録音が、秋山毅の心をつかんでしまう。後日、早田隆介に呼び出され、妊娠して中絶しようとする森口恵子のために、秋山毅が動くこととなる。病弱の森口恵子を、秋山毅は頻繁に見舞い、彼女のお気に入りの音楽ジャンルであるタンゴを興味を待ち始める。二人は、池袋のアパートで同棲するまでの仲となる。秋山毅は、大学を離れ職を転々とするが、森口恵子が他の男と寝たということで、1年ほどの同棲生活も終わらせ、彼女と分かれて大学に復帰する。早稲田大学を卒業し広告代理店に就職してしばらくしてから、早田隆介から、森口恵子が死んだことを聞かされる。
早田隆介と別れた秋山毅は、タンゴの名所のボカにつく。死んだ森口恵子が話していたイメージとは別の町になっていた。

## 収録書籍
- 遥かなるカミニト 角川書店（角川文庫） 1977年11月 ISBN 9784041294116
- ふり向けばタンゴ 文藝春秋（文春文庫） 1992年8月10日 ISBN 9784167100285